# Poecilotheria hanumavilasumica
Poecilotheria hanumavilasumica là một loài nhện trong họ Theraphosidae. Chúng được miêu tả năm 2004 bởi Smith.